# Ammothella elegantula
Ammothella elegantula là một loài nhện biển trong họ Ammotheidae. Loài này thuộc chi Ammothella. Ammothella elegantula được miêu tả khoa học năm 1968 bởi Stock.